# Black Belt (jeu vidéo)
Pour les articles homonymes, voir Black Belt (homonymie).
Black Belt est un jeu vidéo d'action de type beat them all développé et édité par Sega, sorti en 1986 sur Master System. La version originale, Hokuto no Ken (北斗の拳), reprend le manga Ken le Survivant mais les références à l'univers ont été retirées dans l'adaptation occidentale.
Le jeu a eu un remake sur PlayStation 2 en 2004 sous le titre Sega Ages 2500 Series Vol. 11: Hokuto no Ken. Il intégrait également le jeu original.

## Système de jeu
Le joueur dirige Riki (dans la version occidentale), un maître ceinture noire de karaté, à travers six niveaux, et doit battre les ennemis arrivant par vagues successives pour finir le niveau. Entre chaque niveau, le joueur affronte un boss.

## Personnages
- Riki, personnage principal du jeu (Kenshiro dans la version originale) ;
- Ryu, boss de fin du premier niveau (Shin dans la version originale) ;
- Hawk, boss de fin du deuxième niveau (le colonel dans la version originale) ;
- Gonta, boss de fin du troisième niveau (Devil Rebirth dans la version originale) ;
- Oni, boss de fin du quatrième niveau (Toki dans la version originale) ;
- Rita, boss de fin du cinquième niveau (Souther dans la version originale) ;
- Wang, boss final (Raoh dans la version originale) ;